# 如何做爱
《如何做爱》（英語：How to Have Sex）是2023年上映的成长题材劇情片，由英国、比利时、希腊三国联合制作，莫莉·曼宁·沃克执导、编剧，是莫莉的导演开山作。演员阵容包括米娅·麦肯纳-布鲁斯、拉拉·皮克、塞缪尔·博顿利、肖恩·托马斯、恩娃·路易斯、劳拉·安布勒。电影讲述三名前往希腊克里特岛度过肆意而为的成人假期，结果与陌生人发生随意性行为的故事。
电影于2023年5月19日在第76屆坎城影展首映，获一种注目单元最佳影片奖。2023年11月3日在英国上映，由MUBI发行。

## 剧情
16岁少女塔拉、小艾和斯凯来到希腊克里特岛度假胜地马利亚，度过成人假期。三人中的小艾在秋天就要升读大学，塔拉和斯凯则对自己的未来感到迷茫。三位少女计划在酗酒、泡夜店及随意性行为中度过这个难忘的假期，认为这会是她们有生以来最棒的一个夏天。作为三人中唯一一个处女，塔拉不太适应两位闺蜜放荡的性生活。
在酒店露台透风的时候，塔拉被隔壁旅客巴杰送秋波，之后回应了他的示好。在巴杰和室友帕迪的邀请下，三位少女到他们房间过夜，此时斯凯也对巴杰有一丝丝心动。之后斯凯接着酒劲壮胆，当着众人的面取笑塔拉缺乏性经验，又鼓动塔拉把自己的第一次献给帕迪，这让塔拉觉得非常尴尬。与此同时，小艾勾搭上了巴杰的女友人。塔拉与巴杰的互动与日俱增，但巴杰在泳池狂欢的时候当着大家的面玩模仿性行为的游戏，让塔拉心如死灰，转头和帕迪离开了。帕迪带塔拉去沙滩玩，期间强迫塔拉和他发生性关系，塔拉很不情愿地接受了。
第二天早上，小艾和巴杰发现塔拉没有回酒店房间，开始有点担心。不过塔拉还是回来了，说自己跟帕迪发生性关系后，整个晚上都心情不好，喝得醉醺醺的。几位好心的陌生人让她到他们的别墅过夜，她又和对方一起狂欢。塔拉对自己的处女经历感到尴尬，之前也就和小艾一个人说过这件事，连斯凯都没说。塔拉发现自己考试没有通过，需要重修，不安的情绪进一步增加。而在朋友面前，帕迪不仅没有很好地对待塔拉，也故意疏远与她的关系。另一方面，斯凯把塔拉是处女的事情告诉给巴杰，打算羞辱塔拉。巴杰知道后，反而照顾起逐渐被闺蜜疏离的塔拉，婉拒了与其他人去海滩裸泳的邀请，而是带塔拉回酒店房间。塔拉睡着后，巴杰把她放上床，之后就离开了。
旅行最后一天的早上，塔拉想睡个懒觉，但帕迪走进房间和她表白。巴杰碰到这个场面，很是心碎，留下帕迪和塔拉独处。帕迪还想跟塔拉发生性关系，尽管塔拉要求他住手。性交过程中，塔拉的朋友闯进来，最终大家一起进行了性行为。中午，一行人回机场。塔拉私底下告诉小艾，说帕迪好几次趁自己熟睡时强奸自己。小艾对塔拉的遭遇表示同意，但觉得塔拉应该当时就把这件事情说出来。小艾答应塔拉，说会克服所有的艰难困苦，随后一行人坐飞机回英国。

## 阵容
- 米娅·麦肯纳-布鲁斯（英语：Mia McKenna-Bruce） 饰 塔拉（Tara）
- 拉拉·皮克（英语：Lara Peake） 饰 斯凯（Skye）
- 塞缪尔·博顿利（英语：Samuel Bottomley） 饰 帕迪（Paddy）
- 肖恩·托马斯 饰 巴杰（Badger）
- 恩娃·路易斯 饰 小艾（Em）
- 劳拉·安布勒 饰 佩奇（Paige）
- 艾莉德·罗安（Eilidh Loan）饰 小菲（Fi）
- 黛西·杰利（Daisy Jelley）饰 伽马（Gemma）

## 制作
2022年10月，演员阵容公布，包括米娅·麦肯纳-布鲁斯、拉拉·皮克、肖恩·托马斯、塞缪尔·博顿利、恩娃·路易斯和劳拉·安布勒。电影由莫莉·曼宁·沃克执导编剧。电影于希腊克里特岛拍摄，持续了两个月，2021年9月杀青。

## 发行
电影入选第76屆坎城影展一種注目单元，2023年5月19日全球首映，最终斩获最佳影片奖。MUBI买下北美、英国、爱尔兰、意大利、拉丁美洲、土耳其及比荷卢联盟地区的发行权。电影还受邀在第28届釜山国际电影节展映，2023年10月7日放映。电影定于2024年2月2日在美国院线上映。

## 反响
根据評論匯總网站爛番茄汇总的62篇评论文章，95%的评论家给予该作正面评价，平均打分为7.7分（满分10分）。该网站总结的评论家共识是“作为莫莉·曼宁·沃克的一部优秀的处女作，《如何做爱》用令人清醒的热情展现少女与友谊的真实一面。”。在Metacritic上，19位影評人共給予了80分的分數（滿分100分），這部電影獲得了「普遍好評」。
导演莫莉与主角米娅的表现获得一致好评。《卫报》的温迪·伊德（Wendy Ide）写道：“沃克对影片色调范围的处理非常有把握：画面紧张、充满活力且非常有趣，同时又令人不安和极度悲伤。”《综艺》杂志的盖·洛奇（Guy Lodge）认为米娅的表现“堪称一绝”，认为电影“为后＃MeToo世代展现了性教育及性同意的雷区，准确地展现了当中的模糊地区，让片中角色的同龄人及长辈们赞叹不已”。英国《獨立報》的克拉丽丝·洛里（Clarisse Loughrey）认为，虽然电影按照莫莉的说法是半自传性质，但它是以一种微妙且颇具毁灭性的拉扯展开，从中揭露了性与同意的内涵，就像弗朗西斯·斯科特·菲茨杰拉德在《了不起的盖茨比》中点燃爵士时代的火花一样。